# حشره‌خوار دم‌دراز
 حشره‌خوار دم‌دراز (نام علمی: Sorex dispar) نام یک گونه از سرده حشره‌خوارهای دم‌دراز است.